# Serliana

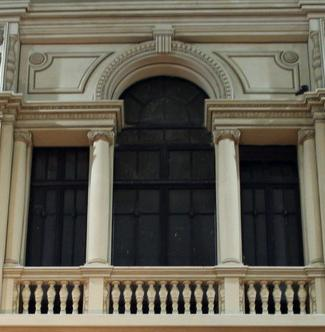
Galleria Vittorio Emanuele III, en Mesina.

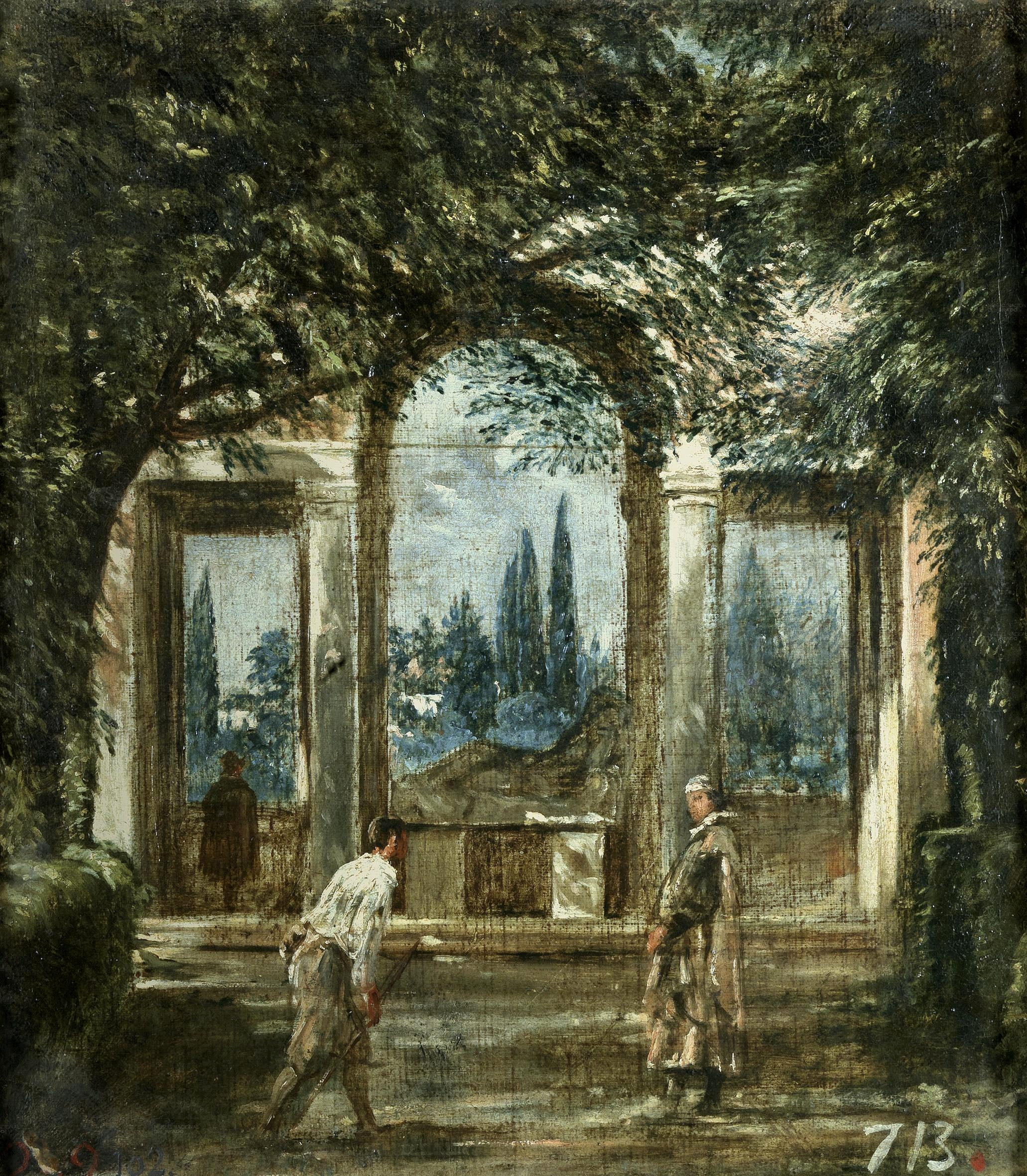
Vista del jardín de la Villa Médici en Roma, por Diego Velázquez.

Serliana es el nombre de un recurso arquitectónico muy utilizado en el Renacimiento y posteriormente en el periodo neoclásico, que consiste en combinar arcos de medio punto con vanos adintelados. Debe su nombre al arquitecto Sebastiano Serlio, que fue el primero en teorizar sobre esta forma arquitectónica.
La serliana se utiliza generalmente en portadas y loggias a modo de arco de triunfo en el que los laterales están adintelados y son más bajos.
Un ejemplo de esta forma puede verse sobre la portada del Palacio de Carlos V en Granada, realizada por Pedro Machuca en 1527. También fue muy utilizada por Andrea Palladio.
El arco flanqueado por dos vanos adintelados aparece originalmente en época imperial en Roma. Se utiliza en la Villa Adriana (125-134), en Tívoli, en el Templo de Adriano (h. 130) en Éfeso, Turquía, y siglos después en el Palacio de Diocleciano en la ciudad croata de Split (siglos III y IV d. C.) donde este recurso arquitectónico aparece en distintas partes del edificio, como por ejemplo en el peristilo o en su fachada al mar. Lo recuperó Bramante en Sta. Mª del Popolo (1507-09) en Roma aunque fue Palladio (1508-80) quien más lo utilizó, por lo que en Inglaterra, difundida y seguida la arquitectura paladiana por Íñigo Jones (1573-1652), se conoció como arcada paladiana. En el siglo XVIII lord Burlington le añadió un arco exterior para recoger los tres huecos.
La denominación Serliana, también es conocida como "arco siriaco" y también en Reino Unido o Irlanda como "ventana o puerta veneciana".